# Reseda bungei
Reseda bungei är en resedaväxtart som beskrevs av Pierre Edmond Boissier. Reseda bungei ingår i släktet resedor, och familjen resedaväxter. Utöver nominatformen finns också underarten R. b. scabrida.